# Ugo Perone
 (avril 2015).
Si vous disposez d'ouvrages ou d'articles de référence ou si vous connaissez des sites web de qualité traitant du thème abordé ici, merci de compléter l'article en donnant les références utiles à sa vérifiabilité et en les liant à la section « Notes et références ».
Ugo Perone, né le 16 avril 1945  à Turin, est un philosophe italien.

## Biographie
Élève de Luigi Pareyson, diplômé en philosophie à Turin en 1967 avec un mémoire sur La philosophie de la liberté dans Charles Secrétan, il remporte le prix Luisa Guzzo pour la meilleure dissertation en philosophie discutée durant l’année scolaire 1967.
Il a été professeur de philosophie théorétique et philosophie morale à l'université de Turin, Rome « Tor Vergata » et du Piémont Oriental, où il a également occupé le poste de directeur du département des sciences humaines et vice-recteur aux relations internationales.
Depuis 2012, il occupe le poste auprès de la Guardini Professur für Religionsphilosophie und Katholische Weltanschauung à l'Université Humboldt de Berlin.
De 1993 à 2001, il a été conseiller adjoint de la Culture de la ville de Turin, et de 2009 à 2013 conseiller adjoint de la Culture de la Province de Turin. De 2001 à 2003, il a dirigé l’Institut culturel Italien à Berlin.
Senior Fellow du Collegium Budapest (de), il est président de la Société italienne pour les études de la philosophie et de la théologie, et membre du Comité de direction de la revue Filosofia e Teologia. Il est membre du comité scientifique des revues Giornale di Metafisica et Spazio Filosofico et du centre des études de philosophie religieuse « Luigi Pareyson ». Il a aussi fondé et dirige l’École de Haute Formation Philosophique (Scuola di Alta Formazione Filosofica – SDAFF), réalisée en collaboration avec la Société S. Paolo et le centre des études de philosophie religieuse « Luigi Pareyson. »
Perone a tenu de nombreuses conférences auprès des principales universités italiennes et, également à Chicago, Washington, Albany, Rochester, Francfort, Berlin, Munich, Erlangen, Essen, Cologne, Fribourg, Budapest, Strasbourg, Paris, Bruxelles, au Mexique, Canada et au Sénégal.

## Pensée
La métaphore qui a inspiré le chemin de la pensée de Perone commence par la lutte de Jacob avec l'Ange, racontée dans le livre de la Genèse. Dans la nuit du désert, un étranger interrompt la solitude de Jacob et se bat avec lui dans une bataille qui n'aura ni gagnants ni perdants. Seulement à l'aube Jacob découvrira qu'il a été blessé par l'Ange. Mais cette blessure signifie en même temps la bénédiction d'un nouveau nom : Jacob, qui a lutté avec Dieu et qui n'a pas été tué, dorénavant sera appelé Israël.
L'histoire représente l'extrême tension qui subsiste, selon Perone, entre le fini et l'infini, entre l'avant-dernier et le dernier, entre les significations individuelles et le sens global. La philosophie a une obligation morale de fidélité au fini, qui mène à ne jamais nier les conditions historiques de la pensée, mais aussi à ne pas abandonner sa vocation à les transcender à travers l’écoute du non immédiat, le travail et l'effort.
Une fois que la modernité est reconnue comme une condition, la pensée ne peut pas se leurrer d'être en mesure de s'installer dans l’être ou dans le sens, comme si entre le fini et l'infini il n’y avait pas eu lieu une césure. Et pourtant, il serait tout aussi inapproprié un aplatissement sur les simples significations historiques, qui oublie l’appel de l’être.
La protection nécessaire de la finitude (protection du fini aussi envers l'être, qui en quelque sorte il faut défier, puisque c’est avec les forts qu’il faut être fort) ne signifie surtout pas l'élimination d’un des deux prétendants. Sur le seuil entre le fini et l'infini, entre l'histoire et l'ontologie, il se réalise une médiation, qui n’implique pas le franchissement de la distance, mais sa préservation. Afin de préserver le double excès du fini sur l'infini, de l’un sur l’autre, il est faux d'effacer la distance entre eux, soit en la transformant en identité, soit en l’affaiblissant jusqu’à un point d'indifférence.
C’est donc vrai, par exemple, que la mémoire ne conserve que des fragments, elle ne peut pas prétendre de se rappeler directement de la totalité; mais il est également vrai que ces fragments ne doivent pas être laissés à une dérive nihiliste, parce que dans le fragment – que la mémoire rappelle  – ce n’est pas un simple instant, mais justement l'essence (d'une vie, d’une histoire ...) qui doit  être rappelée. La philosophie reste obsédée par le tout, mais ce tout « n'a pas l'extension de la totalité, mais l'intensité du fragment dans lequel il y va de l’entier ».
On comprend donc pourquoi les premiers livres de Perone ont des titres en double : modernité et mémoire, histoire et ontologie. Il s’agit de dire toujours deux choses ensemble, selon une dialectique de l'et-et, du retard et de l'anticipation.
Si, par contre, ses livres suivants s’identifient, à partir du titre, d’un seul thème (Les passions du fini, Malgré le sujet, Le présent possible, La vérité du sentiment), cela signifie que le fini, le sujet, le présent, le sentiment sont analysés en tant que seuils, comme des lieux qui ne peuvent même pas être conçus ou vécus, sans qu’il y ait un souvenir de l'autre. Comme dans le cas de Jacob, ce sont des lieux qui portent la blessure qui leur a été infligée par l’autre comme une bénédiction.

## Méthode de travail
Perone élabore sa propre philosophie herméneutique, à partir d'une étude en profondeur - souvent se déroulant en contre-courant par rapport aux modes culturelles du moment - de l'histoire de la philosophie et des auteurs classiques et contemporains, tels que Descartes, Schiller, Feuerbach, Secrétan, Benjamin, et d’autres philosophes (en particulier, Platon, Aristote, Hegel, Schelling, Kierkegaard, Husserl, Heidegger, Merleau-Ponty et Levinas), dont les noms constellent ses nombreux ouvrages.
Une partie intégrante de la recherche philosophique de Perone est aussi une confrontation constante avec la théologie, en particulier celle de Barth, Bonhoeffer, Bultmann et Guardini, qui dans ces dernières années s’est propagée envers la poésie (en particulier celle de Paul Celan), le récit et le théâtre, considérés comme des domaines qui offrent des contributions philosophiques cruciales.

## Publications

### Livres
- Teologia ed esperienza religiosa in Feuerbach, Mursia, Milan 1972
- Storia e ontologia. Saggi sulla teologia di Bonhoeffer, Studium, Rome 1976
- Schiller: la totalità interrotta, Mursia, Milan 1982
- Modernità e memoria, Sei, Turin 1987
- In lotta con l'angelo. La filosofia degli ultimi due secoli di fronte al Cristianesimo, SEI, Turin 1989 (en collaboration avec G. Ferretti, A. Pastore Perone, C. Ciancio, Maurizio Pagano)
- Invito al pensiero di Feuerbach, Mursia, Milan 1992
- Le passioni del finito, EDB, Bologne 1994
- Cartesio o Pascal? Un dialogo sulla modernità, Rosenberg & Sellier, Turin 1995 (avec C. Ciancio)
- Nonostante il soggetto, Rosenberg & Sellier, Turin 1995 (trad. ted. Trotz/dem Subjekt, Peeters Verlag, Leuven 1998)
- Il presente possibile, Guida, Naples 2005 (traduction en anglais par Silvia Benso et Brian Schröder, The Possible Present, SUNY Press, Albany, NY 2011)
- La verità del sentimento, Naples, Guida, 2008
- Filosofia e spazio pubblico, Il Mulino, Bologne 2012
- Ripensare il sentimento, Cittadella Éditrice, Assise 2014.
- Bild als Prozess. Neue Perspektiven einer Phänomenologie des Sehens, herausgegeben von A. Fabris, A. Lossi, U. Perone, Königshausen & Neumann, Würzburg 2011.
- Das aufgehobene Gefühl, in Neue Zeitschrift für systematische Theologie und Religionsphilosophie, De Gruyter, 2012, Band 54, Heft 3, pp. 229-239.
- Lob der Philosophie, in „Trigon“, Berliner Wissenschafts-Verlag, Berlin 2014. pp. 13-24.
- Der moralische Wert der Ausnahme,  in „Trigon“, Berliner Wissenschafts-Verlag, Berlin 2014, pp. 25-34.
- Gegenwart und Gegenwärtigkeit als politische Ideen. Elemente für eine Neueorientierung unter den Bedingungen der Zeit, in Italienische Politikphilosophie, Roland Benedikter (Hr.), Springer VS, Wiesbaden, 2016, pp. 117-146.
- « L’actualité de Romano Guardini », „Transversalités“ 2016/2 (n° 137), p. 71-81.
- Le principe mémoire, in Jean Greisch, les trois âges de la raison. Métaphysique, phénoménologie, herméneutique, sous la direction de S. Bancalari, J. de Gramont, J. Leclerque, Hermann éditeurs, Paris 2016, pp. 61-75.
- Die Irritation der Religion, Zum Spannungsverhältnis von Philosophie und Theologie, Vandenhoeck und Ruprecht, (Hg. C. Danani, U. Perone, S. Richter), Göttingen 2017, pp. 1-178
- Conversations with Italian Philosophers, a cura di S. Benso,  Albany 2017, Beeing, Memory and Presence, pp. 223-232.

### Autres publications
Parmi les nombreux articles, il convient de mentionner ceux qui se consacrent à la pensée de Benjamin : 
- Benjamin e il tempo della memoria, in « Annuario Filosofico », I (1985), Mursia, Milan 1986, p. 241-272
- Memoria, tempo e storia in Walter Benjamin, in G. Ferretti, Il tempo della memoria, Marietti, Gènes 1987, p. 253-284
- Walter Benjamin, in Enciclopedia Filosofica, Centro Studi Filosofici di Gallarate, vol. II, Bompiani, Milan 2006, p. 1175-1178
- Il rischio del presente: Benjamin, Bonhoeffer, Celan, in L’acuto del presente. Poesia e poetiche a metà del Novecento, de C. Sandrin, Edizioni dell’Orso, Alessandria 2009, p. 1-15 (trad. en anglais The Risks of the Present: Benjamin, Bonhoeffer and Celan, in Symposium, vol. 14, automne 2010, no 2, p. 19-34).
- S. Givone, I sentieri della filosofia, Rosenberg & Sellier, Torino 2015

Pour l’Enciclopedia Filosofica (Bompiani, Milan 2006), il a édité : Ateismo, Benjamin, Futuro, Memoria, Passato, Pensiero, Presente, Riflessione, Secrétan, Silenzio, Tempo.
Il a édité et introduit auprès de Rosenberg & Sellier l’édition des textes des auteurs de l'École de Haute Formation Philosophique : J.-L. Marion, Dialogo con l’amore, 2007 ; D. Henrich, Metafisica e modernità, 2008 ; C. Larmore, Dare ragioni, 2008 ; J. Searle, Coscienza, linguaggio, società, 2009 ; A. Heller, Per un’antropologia della modernità, 2009 ; E. Severino, Volontà, destino, linguaggio. Filosofia e storia dell’Occidente, 2010 ; B. Waldenfels, Estraneo, straniero, straordinario. Saggi di fenomenologia responsiva, 2011 ; Intorno a Jean-Luc Nancy, 2012 ; H. Joas, Valori, società, religione, 2014.

## Écrits sur la pensée d'Ugo Perone
- (en) S. Benso, Struggling with the Angel: Finitude, Time, and Metaphysical Sentiment, in U. Perone, The Possible Present, SUNY Press, Albany, NY 2011, pp. ix-xviii.
- (it) E. Guglielminetti, ed., Interruzioni. Note sulla filosofia di Ugo Perone, il melangolo, Gènes 2006, 235 pp.
- v. “Annuario filosofico 2015“, Mursia Milano 2016, pp. 361-444, articoli di C. Ciancio, G. Ferretti, N. Sclenczka, W. Gräb.